# ФК Зуце 2019
ФК Зуце 2019 ( пуно име: Фудбалски клуб Зуце 2019 ) је српски фудбалски клуб из Зуца, насеља испод Авале, са територије градске општине Вождовац. Тренутно се такмичи у Зонској лиги Београда, након што је у сезони 2020/21. заузео прво место у Првој београдској лиги, групе Ц. Боје клуба су плаво - бела. Клуб је члан ФС Београда. Kлуб има млађу такмичарску селекцију.

### Историја
Клуб је основан 2019. године, на иницијативу, неколицине мештана, а као један од главних мотива, за покретање новог клуба, биле су несугласице, са управом пређашњег клуба ФК Зуце 1957, око даљег рада и постојања клуба, али и жеље, да се клуб такмичи у вишем фудбалском рангу.
У јуну 2019. године, са управом ФК Ђуринци, договорена је фузија клубова. Наиме, урађено је преименовање и пререгистрација клубова, па је на тај начин, створен нови Фудбалски клуб Зуце 2019. Са доласком нових играча, управа клуба, радила је на опоравку спортске инфраструктуре.
Органи клуба су: Скупштина клуба, Управни одбор, Надзорни одбор, Председник клуба и Генерални секретар, а највиши правни документ је Статут.

### Играчки кадар
Први тим чине, превасходно фудбалери из Зуца, као и играчи, који су играли у клубовима по Србији и у иностранству. Појединци су своје спортске каријере градили у клубовима, који су били учесници Српске лиге, Прве лиге Србије и Суперлиге Србије.
Неки од играча који играју или су играли за овај клуб су: Марко Становчић (ФК Смедерево), Милан Пршо (ФК Рад), Милан Петошевић (ФК Динамо Врање), Срђан Ивановић (ФК Бежанија), Никола Марић (ФК Јединство Сурчин) и Милош Јовановић (ФК Јагодина).

### Сезона 2019/20.
Дебитантску сезону, новоформирани клуб, почиње учешћем у Првој београдској лиги, групе Ц. Тимови са територија општина: Младеновац, Сопот и Гроцка, били су противници, клубу из Зуца. Услед пандемије Корона вируса и проглашења ванредног стања у Србији 2020. године, такмичење је прекинуто. Екипа је сезона завршила на шестом месту табеле, са 22 бода, уз скор од: 7 победа, 1 реми и 4 пораза.

### Сезона 2020/21.
Услед забране окупљања на спортским приредбама, ради сузбијања ширења Корона вируса, лигашке утакмице, играле су се пред празним трибинама. Сезону је обележило велико ривалство са ФК Дунавцем, али и ФК Калуђерицом 1969 и ФК Болечом.
Након четири победе, дошао је први пораз од ФК Дунавца, на гостујућем терену. У 11. колу, против ФК Пударац, забележен је први и једини реми, клуба из Зуца, у сезони. У 19. колу, на домаћем терену, одигран је дерби кола и сезоне против ФК Дунавца. Клуб испод Авале победио је великог ривала резултатом 3:1. Овом победом, екипа из Зуца, избија на прво место табеле. До краја сезоне, фудбалски тим, забележио је седам победа и са укупно 67 бодова, уз скор од: 22 победе и са по једним ремијем и поразом, заузели су прво место на табели и изборили пласман у Зонску лигу Београда, четврти ранг фудбалских такмичења у Србији.
Историјски успех и пласман у виши ранг, обележен је величанственом прославом и ватрометом на стадиону ФК Зуце 2019, у присуству играча, управе и пријатеља клуба, као и великог броја мештана. Пехар, намењен победнику Прве београдске лиге, групе Ц, уручио је Генерални секретар ФС Београда, Мирослав Мики Стојановић.
Занимљив је податак, да су у сезони, играчи из Зуца постигли 102 гола, уз само 10 примљених погодака и да су остали непоражени, на домаћем терену. Такође, највећа победа у сезони, остварена је у мечу са екипом ФК Дубона, резултатом 9:0.

### Сезона 2021/22.
Дебитантску сезону, у Зонској лиги Београда, клуб из Зуца, дочекује са новим изгледом стадиона и играчким појачањима. Највеће ривалство у овој сезони, обележено је у мечевима са екипама са територије општине Вождовац: ФК Торлаком и ФК Синђелићем, који су на крају сезоне обезбедили пласман у виши ранг такмичења, али и занимљиви сусрети са: ФК Сремчица, ОФК Младеновац и ФК ПКБ.
На старту сезоне, екипа је ремизирала са ФК БСК 1925 из Батајнице, резултатом 1:1. Након пораза од екипе ОФК Младеновац, уследиле су четири победе, а дерби 7. кола, против ФК Синђелића, завршен је поразом екипе из Зуца, на гостујућем терену. Након тога, остварене су још три победе и један реми. У 12. колу, на домаћем терену, одигран је дерби са екипом ФК Торлака, у којем су Зучани славили након преокрета, резултатом 2:1. У 15. колу, Зуце је одиграло нерешено са екипом ФК ММ Луг. На полусезони, клуб је заузео другу позицију.
Пролећни део сезоне, обележили су променљиви резултати клуба. као и долазак на место тренера, дотадашњег капитена ФК Зуце 2019, Срђана Ивановића. Клуб започиње пролећни део лиге, серијом од 5 победа, а затим доживљава три пораза. У 24. колу побеђују екипу ФК Винча, резултатом 3:1, да би након тога доживели 4 пораза. У последња два кола, остварена су два тријумфа. Прво победа против ФК Локомотиве, а затим и у последњем колу, на домаћем терену, побеђују екипу ФК ММ Луг, резултатом 5:0.
На крају сезоне, ФК Зуце 2019 остварило је: 17 победа, уз 3 ремија и 10 пораза, па су са 54 бода, заузели четврто место на табели.

### Сезона 2022/23.
Почетак сезоне, донео је долазак Ђорђа Ивеље, на место главног тренера. На старту сезоне, екипа је славила на свом терену против екипе ФК Комграп, резултатом 2:1, а затим су уследила два ремија. Након тога, уследила су 4 пораза и то од: ФК Хајдука са Лиона, ФК ПКБ, ОФК Жаркова и ФК ГСП Полета са Дорћола. Од 8. кола, екипа је остварила 5 узастопних тријумфа, ремизирала са ФК Сремчицом, а у предзадњем колу, на свом терену, савладана је екипа ФК ММ Луг, резултатом 3:0. Реми са екипом ОФК Младеновац, значио је крај првог дела сезоне и одлазак на зимску паузу, са 25 освојених бодова, на деоби петог места.
Пред почетак пролећног дела, управа клуба, именовала је Милоша Поповића, једног до тада, најистакнутијих играча клуба, за тренера, а након што је Ђорђе Ивеља, прешао у стручни штаб ОФК Београда.

### Друге утакмице и учешћа
ФК Зуце 2019, одиграло је низ пријатељских утакмица, што током такмичарских сезона, тако и током припремног периода. Најзначајни пријатељски мечеви, одиграни су против екипа: ФК Синђелић, ФК Бродарац, ФК Јединство Сурчин и УФК Студентски град.
У спортским круговима, клуб је препознатљив, по великом броју навијача, који прате екипу из Зуца, на домаћем терену, као и на гостовањима.
На турниру аматерских фудбалских клубова "Трофеј Вождовца", чија се завршница одиграва на стадиону ФК Вождовац, екипа ФК Зуце 2019, учествовала је до сада два пута и то: 2021. године, када је освојено друго место, након пораза у финалу од екипе ФК Торлак, а уз то, Ненад Судимац, проглашен је за најбољег голмана турнира и 2022. године, где је екипа освојила треће место, победом над екипом ФК Херој Полет из Јајинца..
У јануару 2023. године, у дневном листу, Спортски журнал, изашао је чланак, у којем је потврђено, да је екипа из Зуца, позвана да буде део и учесник 31. Зимског фудбалског турнира "Чукарица 2023". У првом колу овог турнира, савладана је екипа Равне Горе, резулатом 2:1, а у другом колу, забележен је пораз, од екипе Хајдука из Дивоша, резултатом 0:4.

### Пласмани по сезони
| Сезона   | Такмичење                      | Место |
| -------- | ------------------------------ | ----- |
| 2019/20. | Прва Београдска лига - група Ц | 6.    |
| 2020/21. | Прва Београдска лига - група Ц | 1.    |
| 2021/22. | Зонска лига Београда           | 4.    |

### Успеси
- Прва Београдска лига - група Ц:                                                                                                                                                                                                     Победник (1): 2020/21.
- Трофеј Вождовца:                                                                                                                                                                                                                 Финалиста (1): 2021.                                                                                                                                                                                                                            Треће место (1): 2022.